# コッレッキオ
コッレッキオ（伊: Collecchio）は、イタリア共和国エミリア＝ロマーニャ州パルマ県にある、人口約15,000人の基礎自治体（コムーネ）。

## 地理

### 位置・広がり
パルマ県中部に位置し、パルマ市の南西に隣接する。

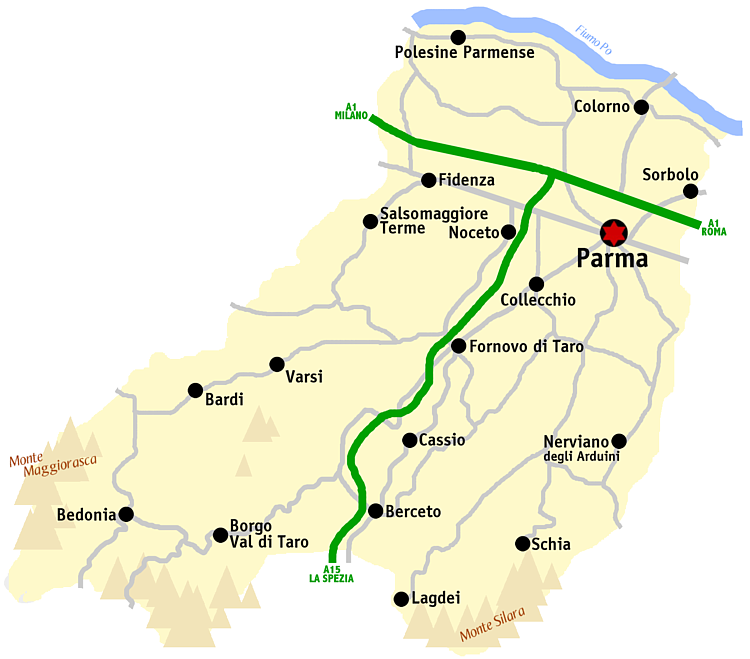
パルマ県概略図

#### 隣接コムーネ
隣接するコムーネは以下の通り。
- フォルノーヴォ・ディ・ターロ
- メデザーノ
- ノチェート
- パルマ
- サーラ・バガンツァ

### 気候分類・地震分類
コッレッキオにおけるイタリアの気候分類 (it) および度日は、zona E, 2600 GGである。
また、イタリアの地震リスク階級 (it) では、zona 3 (sismicità bassa) に分類される。

## 社会

### 産業・経済
ヨーロッパ有数の多国籍食品企業パルマラットは、当地に本社を置く。その社名はパルマ（Parma）と牛乳（lat）にちなむ。2003年までは、サッカークラブACパルマの運営やF1などモータースポーツへのスポンサードでも知られていた。

## 分離集落
コッレッキオには以下の分離集落（フラツィオーネ）がある。
- Gaiano, Lemignano, Madregolo, Ozzano Taro, Pontescodogna, San Martino Sinzano

## 姉妹都市
- メリーデ、スペイン
- ブッツバッハ、ドイツ